# Baby Baby (山下久美子のアルバム)
『Baby Baby』（ベイビイ・ベイビイ）は、山下久美子の5枚目のスタジオ・アルバムである。1982年11月21日に日本コロムビア/BLOW UPから発売された。

## 概要
前作から約7か月を置いてのスタジオ・アルバム。
6thシングル「赤道小町ドキッ」に続くテクノ路線で楽曲制作され、プロデューサーに大村憲司が担当した。

## 収録曲

### SIDE A
| 全編曲: 大村憲司。 |                                    |           |                            |       |
| #                  | タイトル                           | 作詞      | 作曲                       | 時間  |
| 1.                 | 「A Silver Girl (ずっと昔から)」   | 佐野元春  | 佐野元春                   | 4:07  |
| 2.                 | 「ペーパー・ドライバー」           | 康珍化    | 大村憲司                   | 4:17  |
| 3.                 | 「ナチュラル・ハイジャンパァ」     | 下田逸郎  | 板倉文                     | 3:18  |
| 4.                 | 「バンg バンg バンg」              | 下田逸郎  | 相沢行夫, 木原敏雄(NOBODY) | 4:51  |
| 5.                 | 「Baby Baby (I love you tonight)」 | Kumiko    | Kumiko                     | 3:22  |
| 合計時間:          | 合計時間:                          | 合計時間: | 合計時間:                  | 19:55 |

### SIDE B
| 全編曲: 大村憲司。 |                          |           |            |       |
| #                  | タイトル                 | 作詞      | 作曲       | 時間  |
| 1.                 | 「マラソン恋女」         | 康珍化    | 大村憲司   | 3:44  |
| 2.                 | 「××」                   | パンタ    | パンタ     | 3:52  |
| 3.                 | 「すべりこみセーフ」     | 下田逸郎  | 板倉文     | 3:35  |
| 4.                 | 「夢の外がわ」           | 下田逸郎  | 大村憲司   | 5:09  |
| 5.                 | 「ルーシー・エンジェル」 | Kumiko    | 大沢誉志幸 | 4:59  |
| 合計時間:          | 合計時間:                | 合計時間: | 合計時間:  | 21:19 |

## 楽曲解説

### SIDE A
1. A Silver Girl (ずっと昔から)
  - 2005年に発売されたアルバム『Duets』にリミックスバージョンが、ボーナス・トラックとして収録されている[3]。
2. ペーパー・ドライバー
3. ナチュラル・ハイジャンパァ
  - シングル「マラソン恋女」のB面曲。
4. バンg バンg バンg
  - 作曲を手がけたNOBODYが、1984年にリリースされたライヴ・アルバム『LIVE ワン!』に「I'M A LOSER」として、全英語歌詞に変更されたうえでセルフカヴァーした[4]。
5. Baby Baby (I love you tonight)

### SIDE B
1. マラソン恋女
  - 先行シングル。
2. すべりこみセーフ
3. 夢の外がわ
4. ルーシー・エンジェル

## 参加ミュージシャン
- Drums：青山純
- Bass：後藤次利, 富倉安生
- Keyboards：中村哲, 清水信之, 岡田徹
- Guitar：大村憲司
- Sax：中村哲
- Percussion：仙波清彦, 浜口茂外也, 村上秀一
- Chorus：佐野元春, 山下久美子
- Computer Programming & Operating：松武秀樹